# 千葉市立泉谷小学校
千葉市立泉谷小学校（ちばしりつ いずみやしょうがっこう）は、千葉県千葉市緑区おゆみ野中央四丁目3にある公立小学校。

## 沿革
- 1984年  千葉市108番目の小学校として開校。
- 1993年  有吉小分離。
- 1997年  金沢小分離。

## めざす子ども像
やさしさいっぱい･･･思いやりのある子
やる気いっぱい･･･意欲的に学ぶ子
元気いっぱい･･･体を鍛える子
明るさいっぱい･･･礼儀正しい子

## 教育目標
心身ともに健康で実践力のある子の育成
～夢を抱き、人から学び、地域を愛する子～

## 著名な卒業生
- 岡本昌弘（プロサッカー選手）
- 近藤健介（プロ野球選手）